# حوذانيات
رتبة الحوذانيات (باللاتينية: Ranunculales) هي رتبة نباتية من طائفة ثنائيات الفلقة تضم عدة فصائل. من الأنواع المشهورة ضمن رتبة الحوذانيات نبات شقائق النعمان.

## من فصائلها
- الحوذانية
- الخشخاشية
- البذر القمرية